# Ututo
Ututo – argentyńska dystrybucja GNU/Linuksa. Wyróżnia się tym, iż zawiera jedynie wolne oprogramowanie. Jest jedną z niewielu dystrybucji zalecanych przez Free Software Foundation. Nazwa nawiązuje do małej jaszczurki znanej w Argentynie. Dokumentacja Ututo oraz strona internetowa są w całości po hiszpańsku.

## Cel projektu
Simusol – pierwotnym zastosowaniem Ututo było dystrybuowanie projektu Simusol, który służy do symulacji projektów związanych z energią fotowoltaiczną. Z czasem, Ututo przestało mieć ten cel w priorytetach, lecz powróciło to jako główne zastosowanie dystrybucji w roku 2017.

## Historia
Pierwsza wersja została wydana w październiku 2000 roku w Argentynie przez Diego Saravia w National University of Salta. Była bardzo prosta w użytkowaniu i mogła być uruchamiana bezpośrednio z płyty CD, bez potrzeby instalacji. Była to jedna z pierwszych dystrybucji LiveCD.
W 2002 zostało wydane Ututo-R, które oferowało funkcjonalność programowego routera. Ta wersja została stworzona przez Marksa Zapatę i została zainstalowana między innymi w rządowych szkołach w Buenos Aires.
W 2004 rozpoczęty został przez Daniela Oliverę projekt Ututo-e, który stał się później jednym z najważniejszych odgałęzień Ututo. Ututo-e ma zawierać jedynie wolne oprogramowanie i obsługiwać sprzęt dostępny w Argentynie.
Ututo bazował na Gentoo Linux, zatem jako menedżer pakietów używał portage, okrojonego jednak z programów, które nie są w pełni wolne. W roku 2017 projekt został przywrócony do życia, lecz od tamtej pory bazuje na Ubuntu. Mimo to, wciąż jest pozbawiony niewolnego oprogramowania.
Ututo XS – bieżące stabilne, lecz przestarzałe wydanie. Z powodu braku nowego wydania od roku 2012, uznawane jest za wstrzymane w rozwoju. Wraz z powstaniem serii XS, Ututo zyskał oryginalny menadżer pakietów, Ututo-Get wzorowany na debianowym Apcie; mimo to, ponieważ cała seria XS jest wzorowana na Gentoo, to wciąż pozostaje kompatybilna z Portage i oferuje instalację pakietów ze źródeł. Jest to jednak opcjonalne, ponieważ za czasów świetności Ututo oraz Ututo XS posiadały repozytorium z binarnymi paczkami optymalizowanymi pod niewielki zestaw specyficznych procesorów firm Intel i AMD:
- K7
- K8
- Pentium 3
- Pentium 4
- Atom
- Nocona

Ututo UL – Ututo Ubuntu-Libre powstał w 2017 jako reaktywacja całego projektu i ponownie służy do stawiania Simusola na dystrybucji pozbawionej niewolnego oprogramowania. To wydanie jest oparte na Ubuntu.